# Košarkaška liga Srbije 2021-2022
La Košarkaška liga Srbije 2021-2022 è la 16ª edizione del massimo campionato serbo di pallacanestro maschile.

## Stagione

### Novità
Dalla Košarkaška liga Srbije B salgono nella prima serie il Zdravlje Leskovac e il Slodes Belgrado. Lo sponsor della competizione è Admiral Bet.

### Formula
La stagione regolare vede la partecipazione di 16 squadre affrontarsi in 30 gare tra andata e ritorno. Al termine della fase regolare, le cinque squadre partecipanti alla ABA Liga più le tre squadre meglio classificate nella stagione regolare, si affrontano nella seconda fase denominata Super League, divisa in due gironi da quattro squadre ciascuno. La fase finale per il titolo viene giocata ai play-off tra le prime e le seconde squadre dei due gironi.

## Squadre partecipanti

### Stagione regolare
| Squadra            | Stagione | Città        | Palazzetto              | Stagione precedente                                                   |
| ------------------ | -------- | ------------ | ----------------------- | --------------------------------------------------------------------- |
| Dunav S.B.         | ...      | Stara Pazova | Park Hall               | 14ª in Košarkaška liga                                                |
| Dynamic Belgrado   | ...      | Belgrado     | Hala sportova           | 4ª in Košarkaška liga                                                 |
| Kolubara Lazarevac | ...      | Lazarevac    | SRC Kolubara            | 9ª in Košarkaška liga                                                 |
| Metalac Valjevo    | ...      | Valjevo      | Valjevo Sports Hall     | 12ª in Košarkaška liga                                                |
| Mladost Zemun      | ...      | Zemun        | Pinki Hall              | 1ª in Košarkaška liga                                                 |
| Novi Pazar         | ...      | Novi Pazar   | Pendik Sports Hall      | 5ª in Košarkaška liga                                                 |
| OKK Belgrado       | ...      | Belgrado     | Šumice Sport Center     | 10ª in Košarkaška liga                                                |
| KKK Radnički       | ...      | Kragujevac   | Hala Jezero             | 11ª in Košarkaška liga                                                |
| Sloboda Užice      | ...      | Užice        | Veliki Park Sports Hall | 7ª in Košarkaška liga                                                 |
| Slodes Belgrado    | ...      | Belgrado     | Slodes Hall             | 1ª nel Girone Nord di Košarkaška liga B, Promossa nel girone play-off |
| Sloga Kraljevo     | ...      | Kraljevo     | New Ribnica hall        | 13ª in Košarkaška liga                                                |
| Tamiš Pančevo      | ...      | Pančevo      | Strelište Sports Hall   | 8ª in Košarkaška liga                                                 |
| Vojvodina Novi Sad | ...      | Novi Sad     | SPC Vojvodina           | 2ª in Košarkaška liga                                                 |
| Vršac              | ...      | Vršac        | Millennium Center       | 6ª in Košarkaška liga                                                 |
| Zdravlje Leskovac  | ...      | Leskovac     | SRC Dubočica            | 1ª nel Girone Sud di Košarkaška liga B, Promossa nel girone play-off  |
| Zlatibor Čajetina  | ...      | Čajetina     | Čajetina Sports Hall    | 3ª in Košarkaška liga                                                 |

### Qualificate in Super League
Le cinque squadre partecipanti alla ABA Liga, già qualificate alla seconda fase. 
| Squadra       | Stagione | Città    | Palazzetto                         | Stagione precedente |
| ------------- | -------- | -------- | ---------------------------------- | ------------------- |
| Borac Čačak   | ...      | Čačak    | Borac Hall                         | Semifinale          |
| Stella Rossa  | dettagli | Belgrado | Hala Aleksandar Nikolić            | Campione            |
| FMP Belgrado  | ...      | Belgrado | Železnik Hall                      | Quarti di finale    |
| Mega Belgrado | ...      | Belgrado | Sportski kompleks "Ranko Žeravica" | Finale              |
| Partizan      | ...      | Belgrado | Štark Arena                        | Semifinale          |

## Stagione regolare

### Classifica
|  | Pos. | Squadra                 | Pt | G  | V  | P  | PtF  | PtS  | Diff. |
|  | ---- | ----------------------- | -- | -- | -- | -- | ---- | ---- | ----- |
|  | 1.   | Zlatibor                | 52 | 30 | 22 | 8  | 2762 | 2414 | +348  |
|  | 2.   | Sloga                   | 50 | 30 | 20 | 10 | 2559 | 2465 | +94   |
|  | 3.   | Vojvodina Novi Sad      | 49 | 30 | 19 | 11 | 2475 | 2284 | +191  |
|  | 4.   | Mladost MaxBet          | 49 | 30 | 19 | 11 | 2781 | 2648 | +133  |
|  | 5.   | Dynamic Beograd VIP PAY | 48 | 30 | 18 | 12 | 2584 | 2414 | +170  |
|  | 6.   | Sloboda Užice           | 46 | 30 | 16 | 14 | 2638 | 2507 | +131  |
|  | 7.   | Tamiš Pančevo           | 45 | 30 | 15 | 15 | 2480 | 2474 | +6    |
|  | 8.   | Metalac                 | 45 | 30 | 15 | 15 | 2415 | 2528 | -113  |
|  | 9.   | Novi Pazar              | 45 | 30 | 15 | 15 | 2467 | 2599 | -132  |
|  | 10.  | Zdravlje Leskovac       | 44 | 30 | 14 | 16 | 2368 | 2450 | -82   |
|  | 11.  | Vršac                   | 44 | 30 | 14 | 16 | 2453 | 2438 | +15   |
|  | 12.  | Dunav                   | 44 | 30 | 14 | 16 | 2430 | 2485 | -55   |
|  | 13.  | OKK Beograd             | 44 | 30 | 14 | 16 | 2642 | 2694 | -52   |
|  | 14.  | KK Kolubara LA 2003     | 42 | 30 | 12 | 18 | 2442 | 2569 | -107  |
|  | 15.  | K.K.K. Radnički         | 41 | 30 | 11 | 19 | 2424 | 2464 | -40   |
|  | 16.  | Slodes                  | 32 | 30 | 2  | 28 | 2297 | 2804 | -507  |

Legenda:
      Campione di Serbia.
      Qualificazione in Super League e ABA 2 Liga.
      Qualificazione in Super League.
      Retrocessa in Liga Srbije B .
Regolamento:
Due punti a vittoria, uno a sconfitta.
In caso di arrivo a pari punti, contano gli scontri diretti e la classifica avulsa.
Note:

## Super League
La Super League è stata cancellata a causa del conflitto con il calendario della ABA Liga 2021-2022. In questo modo le squadre qualificate hanno partecipato subito ai playoffs.

## Play-off

### Super League play-off
Le sei migliori squadre della regular season si sono scontrate con le ultime due squadre classificate in ABA League.
|  | Quarti di finale   | Quarti di finale   | Quarti di finale   |                    |               | Semifinali    | Semifinali | Semifinali |  |  | Finale | Finale | Finale |  |
|  |                    |                    |                    |                    |               |               |            |            |  |  |        |        |        |  |
|  | Mega Belgrado      | Mega Belgrado      | 2                  |                    |               |               |            |            |  |  |        |        |        |  |
|  | Mega Belgrado      | Mega Belgrado      | 2                  |                    |               |               |            |            |  |  |        |        |        |  |
|  | Sloboda Užice      | Sloboda Užice      | 0                  |                    |               |               |            |            |  |  |        |        |        |  |
|  | Sloboda Užice      | Sloboda Užice      | 0                  |                    | Mega Belgrado | Mega Belgrado | 2          |            |  |  |        |        |        |  |
|  |                    |                    |                    |                    | Mega Belgrado | Mega Belgrado | 2          |            |  |  |        |        |        |  |
|  |                    |                    | Vojvodina Novi Sad | Vojvodina Novi Sad | 0             |               |            |            |  |  |        |        |        |  |
|  | Sloga Kraljevo     | Sloga Kraljevo     | Vojvodina Novi Sad | Vojvodina Novi Sad | 0             | 0             |            |            |  |  |        |        |        |  |
|  | Sloga Kraljevo     | Sloga Kraljevo     |                    |                    |               |               |            |            |  |  |        |        |        |  |
|  | Vojvodina Novi Sad | Vojvodina Novi Sad | 2                  |                    |               |               |            |            |  |  |        |        |        |  |
|  | Vojvodina Novi Sad | Vojvodina Novi Sad | 2                  |                    | Mega Belgrado | Mega Belgrado | 2          |            |  |  |        |        |        |  |
|  |                    |                    |                    |                    |               |               |            |            |  |  |        |        |        |  |
|  |                    |                    | Borac Čačak        | Borac Čačak        | 0             |               |            |            |  |  |        |        |        |  |
|  | Borac Čačak        | Borac Čačak        | Borac Čačak        | Borac Čačak        | 0             | 2             |            |            |  |  |        |        |        |  |
|  | Borac Čačak        | Borac Čačak        |                    |                    |               |               |            |            |  |  |        |        |        |  |
|  | Dynamic Belgrado   | Dynamic Belgrado   | 0                  |                    |               |               |            |            |  |  |        |        |        |  |
|  | Dynamic Belgrado   | Dynamic Belgrado   | 0                  |                    | Borac Čačak   | Borac Čačak   | 2          |            |  |  |        |        |        |  |
|  |                    |                    |                    |                    | Borac Čačak   | Borac Čačak   | 2          |            |  |  |        |        |        |  |
|  |                    |                    | Mladost Zemun      | Mladost Zemun      | 1             |               |            |            |  |  |        |        |        |  |
|  | Zlatibor Čajetina  | Zlatibor Čajetina  | Mladost Zemun      | Mladost Zemun      | 1             | 0             |            |            |  |  |        |        |        |  |
|  | Zlatibor Čajetina  | Zlatibor Čajetina  |                    |                    |               |               |            |            |  |  |        |        |        |  |
|  | Mladost Zemun      | Mladost Zemun      | 2                  |                    |               |               |            |            |  |  |        |        |        |  |

### Super League Final Four
|  | Semifinali    | Semifinali    | Semifinali   | Semifinali | Semifinali |  |  | Finale       | Finale       | Finale       | Finale | Finale |  |
|  |               |               |              |            |            |  |  |              |              |              |        |        |  |
|  | Stella Rossa  | Stella Rossa  | 114          | 70         | 88         |  |  |              |              |              |        |        |  |
|  | Mega Belgrado | Mega Belgrado | 78           | 77         | 66         |  |  | Stella Rossa | Stella Rossa | Stella Rossa | 110    | 71     |  |
|  | Partizan      | Partizan      | Partizan     | 0          | 0          |  |  | FMP Belgrado | FMP Belgrado | FMP Belgrado | 71     | 59     |  |
|  | FMP Belgrado  | FMP Belgrado  | FMP Belgrado | 20         | 20         |  |  |              |              |              |        |        |  |

## Squadre serbe in altre competizioni

### Competizioni europee
| Squadra       | Competizione | Andamento        |
| ------------- | ------------ | ---------------- |
| Crvena zvezda | EuroLeague   | Regular season   |
| Partizan N.B. | EuroCup      | Ottavi di finale |

### Squadre in leghe sovranazionali
| Squadra            | Competizione | Andamento        |
| ------------------ | ------------ | ---------------- |
| Borac Čačak        | ABA Liga     | Regular season   |
| Crvena zvezda mts  | ABA Liga     | Campione         |
| FMP Meridian       | ABA Liga     | Quarti di finale |
| Mega Mozzart       | ABA Liga     | Regular season   |
| Partizan NIS       | ABA Liga     | Finalista        |
| Mladost MaxBet     | ABA 2 Liga   | Quarti di finale |
| Vojvodina Novi Sad | ABA 2 Liga   | Regular season   |
| Zlatibor           | ABA 2 Liga   | Campione         |